# Esmee Vermeulen
Esmee Vermeulen (ur. 21 kwietnia 1996 w Zaandam) – holenderska pływaczka, specjalizująca się w stylu dowolnym.
W 2011 roku zdobyła brąz mistrzostw Europy juniorów na 200 m stylem dowolnym i srebro na 800 m tym stylem. Rok później była trzecia w tych mistrzostwach w sztafecie 4 × 100 m stylem dowolnym.
W 2013 roku wywalczyła brązowy medal mistrzostw świata w Barcelonie w tej samej sztafecie.